# 河殇
《河殇》是中国中央电视台制作的六集电视纪录片（时称“六集電視連續節目”），于1988年6月11日首播。在1980年代“新启蒙运动”的大背景下，《河殇》被一些人认为是繼承了1910年代新文化運動的脉络，对諸多中国文化符号辨析和评判，包括黃河黄土文明、长城和龙等，同时表达了对海洋文明的嚮往。約2億至3億中國觀眾收看，全國報章收到讀者尤其學生的來信感言。該片第一次用電視媒介總結了中国共产党改革派對於改革開放陷入經濟困局的解讀——困局源於中國文化有太多傳統包袱。
1988年的《河殇》在80年代的中國學生運動史有承先啟後的意義，是当时社会中“反传统”思潮的一个代表，與八六学潮和八九學運的思潮悉悉相關，並代表了80年代文化热的高峰和尾聲。

## 内容
《河殇》以类似报告文学的风格对中国文化进行了批判，其主要论点是：中国以河流、大地为根基的内向式“黄色文明”导致了保守、愚昧和落后；为了生存，中国必须向以海洋为根基的“蓝色文明”学习，并应该建立以市场经济为基础的经济体系。为了令这套系列片的论证更加权威，作者引用了众多西方理论，包括魏復古的水利文明、东方专制论，黑格尔有关中国陆地文明趋于保守的说法，小湯恩比的一个早期观点——“除基督教文明外，所有其他文明，不是已经湮灭，就是步向死亡”。

## 片名與人員
- 苏晓康和王鲁湘为总撰稿人，夏骏为导演，学者谢选骏为全片的主要内容最初策划者，金觀濤和厲以寧作为该片顾问。[13]
- 《河殇》片名出典於屈原《九歌·國殤》[14]，一曲禮贊為黃河獻身的中華志士仁人的樂歌。纪录片分为六集，分别为《寻梦》、《命运》、《灵光》、《新纪元》、《忧患》和《蔚蓝色》。
- 六集撰稿人一共有五位，其中兩位（時為39歲的報告文學作家蘇曉康，和32歲的北京師範學院中文系講師王魯湘）撰寫六集裡面四集[15]:171：
- 第六集《蔚蓝色》由謝選駿和中国人民大学哲學系博士生遠志明撰寫[15]:180。

攝制人員表
- 總撰稿：蘇曉康、王魯湘
- 撰稿：蘇曉康、王魯湘、張鋼、謝選駿、遠志明
- 編導：夏駿
- 解說：張家聲
- 作曲：孟衛東
- 剪輯顧問：傅正義
- 剪輯：錢丹丹
- 資料編輯：計冰、王秀雲、吳曉波、黃敏
- 後期攝像：曹志明、孫增田
- 音樂編輯：潘寶瑞、牛桂吉
- 音樂錄音：李小沛
- 美工：鍾蜀衡
- 置景：遲明泉
- 制片：王宋、郭寶祥
- 顧問：金觀濤、厲以寧
- 總監制：陳漢元

## 创作过程
在1983年由中国中央电视台制作的纪录片《话说长江》大获成功后，中国国内掀起“河流片热”的风潮。1986年，央视和日本NHK电视台耗时三年合拍了另一部“河”的纪录片《大黄河》。然而这部影片在一开始并没有通过央视高层的审批，仅在日本单方面播出。为重新带出该片，时任央视副台长陳漢元委派导演夏骏拍摄一部新的有关黄河的纪录片，重新带出对黄河的拍摄。
夏骏亲自邀请了苏晓康和王鲁湘来为影片撰写解说词。原先该片曾以《大血脉》作为片名，在王鲁湘的建议下，最终片名确定为《河殇》。
1987年9月，《河殇》正式在中国中央电视台立项。央视聘用了《走向未来》主编金觀濤和经济学家厲以寧作为该片的顾问。

## 影响

### 社会
- 《河殤》播出之后，除了在思想较为激进的青年学生中受到广泛欢迎之外，更一度得到其他普通民众的热烈讨论和关注，在中央电视台曾两度重播，在校園引起「河殤熱」，學生熱情討論中國未來的出路與發展。

- 1988年6月，現代出版社出版《河殤》解說詞的单行本（1988年6月北京第1版第1次印刷），封面題字者同樣是沙孟海。

### 政治
- 中共中央总书记赵紫阳在初次观看《河殇》后曾表示“干嘛骂老祖宗呢？”[17]但之后在对新加坡进行国事访问时，赵紫阳向李光耀亲自赠送了该片的录像带，并对李光耀表示：“听说你们这里弘扬传统文化，我们这里出了一个纪录片批判传统，送给你看看。”[18]
- 时任中国国家主席的杨尚昆对该片大加赞赏，表示“全体党员干部、官兵战士都应该看看，解放思想嘛。”[18]
- 时任中国国家副主席的王震在各個场合多次批评《河殇》：“这片子看了就火大！把我们的民族一顿臭骂，把中国共产党一顿臭骂……连我们的女排也骂！是可忍，孰不可忍！”“将来我去见毛泽东时，我要对他讲，你讲搞不好要改变颜色，过去我不懂，现在懂了！”“如果中央称赞，党的总书记（赵紫阳）称赞，我也不称赞，无非就是开除党籍。这次我就要讲话。政治运动不搞了，但是意识形态领域里的斗争不能放弃。你不去运动人家了，人家来运动你。”[19]而在中共十三届三中全会上，王震在散会前突然起身发言：“《河殇》伤了我的心……伤了中华民族的心，把中华民族诬蔑到不可容忍的地步”，“《河殇》说黄种人人种不好，说黄种人愚昧，……为什么这样的坏东西能出很多书？我坚决反对这个，要求向中央报告！”[19]
- 六四天安门事件后，中国大陆主流媒体在批判赵紫阳的同时，也对《河殇》抨击。该片被认为是宣传「资产阶级自由化」、「虛無主義」思想的典型和“反革命暴乱的蓝图”，該節目自此被禁，该片的总撰稿人苏晓康和王鲁湘亦被官方称作为“动乱的幕后推手”，均被中央高层点名通缉。八九學運期間蘇曉康與北京作家上街游行支援學生[20]，后苏晓康逃往国外，王鲁湘被判处有期徒刑9个月，而导演夏骏亦被央视开除公职和编制，调至广告部工作。

### 其他
- 台湾1980年代后期综艺节目《連環泡》“中國電視史”环节开场白模仿了《河殤》旁白的语气[21]。
- 《河殇》的部分内容亦被编入中国大陆高中历史课本的官方教案中。如第二集“命运”的解说词，“（长城）无法代表强大、进取和荣光，它只代表著封闭、保守、无能的防御和怯弱的不出击。由于它的庞大和悠久，它还把自诩自大和自欺欺人深深地烙在了我们民族的心灵上。呵，长城，我们为什么还要讴歌你呢？”教案给出的解读为“（该说法）不正确，因它夸大了长城的消极作用而忽视了长城的积极作用”。[22]
- 2013年，中国人民大学教授王义桅出版书籍《海殇》，并在接受媒体采访时明确表示，书名就是针对《河殇》而起。只不过《海殇》的观点与《河殇》完全相反：不但剖析和反思了“蓝色海洋文明”、尤其是欧洲文明的衰落，而且亦表达了“为了生存，欧洲的‘蓝色文明’必须向中国的‘黄色文明’学习”的观点。[23]

## 辨誤
- 美国并非第一个与中华人民共和国交往的西方国家：“一九七二年二月二日，美国总统尼克松在首都机场握住了周恩来的手。自从新中国诞生以来，这是中国第一次同西方握手。”（第二集“命运”）第一个与中华人民共和国交往的西方国家是瑞典，两国在1950年建立了大使级的外交关系。[24]而中国与法国也于1964年建立了外交关系。[25]

- 登月宇航员在太空并不能看见长城（第二集辨误）：房龙在1937年出版的《地球的故事》中猜想：中国的长城是月球上的天文学家唯一能看得见的建筑物。关于能否从太空中用肉眼望见长城，一直存在争议。长城和一般高速公路差不多宽，本身并非发光体与反光体，在几百公里以上不借助仪器用肉眼观察是不可能的[26]。神舟五号的宇航员杨利伟称，在2003年他的太空之旅中没有看到长城。[27]

- 嚴復跟伊藤博文並非同學：中國民間流傳當年嚴復是全班（或全校）第一名畢業，伊藤博文得第二名。“然而，當嚴復參與其事的百日維新慘敗之後，日本的明治維新卻成功了。當這位中國近代的偉大啟蒙者在傳統勢力的打擊下，一步步放棄改良思想，最終倒退到孔孟之道的懷抱裡去的時候；他在英國海軍大學的同學伊藤博文，卻連任日本首相，率領這個島國迅速跨進世界強國之林。”（第六集“蔚蓝色”）這個故事最早可從刘半农的诗集《扬鞭集》中找到，後來钱基博《现代中国文学史》、杨荫深《中国文学家列传》、蔡冠洛《清代七百名人传》均引此说。[來源請求]

## 作者表态
2014年，总撰稿人之一的苏晓康表示，以现在的眼光看，《河殇》的思考水平有限，并且很肤浅，表示西方文明也有毛病。
2015年，另一位总撰稿人王鲁湘指出，《河殇》并非对中华文明抱有敌意、或是全盘否定中华文化，而是针对80年代各种旧观念对国家发展的束缚，进行一种文化批判上的策略安排，就是要用非常激昂的措辞，故意达到一种“片面的深刻”，因此才会鞭笞自己的祖先、传统和历史，憧憬甚至夸大西方文明的优点。而最终的目的是为了建构一个现代文明的“梦”，希望中国像开放的海洋一样，建成一个开放、现代化的国家。但同时他也承认，《河殇》以及当时的自己对中华传统文化的了解不够深入。
两位作者亦均否认该片有政治意图和背景。

## 相關書籍
- 《河殇》，苏晓康、王鲁湘总撰稿。现代出版社，1988年6月第1版。ISBN 978-7-80028-021-4
- 《河殇》，苏晓康、王鲁湘总撰稿，刘远图片摄制。河南美术出版社，1988年9月第一版。ISBN 7-5401-0058-3/J2/33
- 《河殤》，蘇晓康、王魯湘總撰稿。中國圖書刊行社，1988年9月初版（簡體字）。ISBN 978-962-04-0668-3
- 《河殤》，(台灣)風雲時代、金楓（聯合出版發行），1988年10月初版，1992年2月145版。
- 《河殤》（修訂版）。(台灣)風雲時代出版社，2005年7月初版。ISBN 978-986-146-187-8
- 《河殤論》，崔文華編，文化藝術出版社1988年9月初版。ISBN 978-7-5039-0304-5
- 《河殤‧何傷》，胡菊人，風雲時代出版社，1992年9月初版。ISBN 978-957-645-183-6